# Ramiro Losada Rodríguez
Ramiro Losada Rodríguez (Rubiana, 22 de mayo de 1910 - Ciudad Mante, Tamaulipas, 1 de abril de 1991) fue un militar y político español de Galicia, conocido por su actividad en la guerra civil española y su posterior exilio en México.

## Trayectoria
Ramiro Losada Rodríguez comenzó su vida política como dirigente campesino, asumiendo el liderazgo de la Federación Campesina de El Barco de Valdeorras, donde promovió los derechos de los agricultores gallegos en un contexto de gran inestabilidad política y social. Militante comprometido del Partido Comunista de España y afiliado a la UGT, su activismo le posicionó como una figura clave en la defensa de los ideales de la Segunda República Española.
Tras el golpe de Estado en España de julio de 1936, que dio inicio a la guerra civil española, Ramiro se vio forzado a refugiarse en las montañas de Galicia, donde organizó un grupo guerrillero para resistir a las fuerzas sublevadas. En 1938, logró trasladarse a la zona republicana, llegando a Barcelona poco antes de la caída de la ciudad en manos franquistas. Durante este tiempo, Ramiro sirvió como sargento y comisario y fue ascendido a teniente coronel en reconocimiento a su liderazgo.
Con la derrota de la República en Cataluña en 1939, Ramiro Losada se exilió en Francia, estableciéndose inicialmente en Perpiñán. Como miles de exiliados republicanos, en mayo de 1939 abordó el buque Sinaia, que lo condujo junto con otros refugiados a México, arribando al puerto de Veracruz el 13 de junio de ese mismo año. En 1941, el gobierno franquista le abrió un expediente de responsabilidades políticas como represalia por su apoyo a la causa republicana.
Ya en México, Ramiro Losada se integró rápidamente en el mundo laboral. Inicialmente trabajó en el sector de la construcción, lo cual le permitió formar redes dentro de la comunidad de exiliados y construir una vida estable en el nuevo país. Más tarde, emprendió en el ámbito industrial, fundando una fábrica de brillantina y veladoras, lo que representó un aporte significativo a la economía local y al desarrollo de productos en México. Además de su faceta industrial, desarrolló una gran pasión por la gastronomía, que le llevó a abrir varios restaurantes a lo largo de su vida, contribuyendo a la preservación y difusión de la cultura española en México y promoviendo la integración de la comunidad española en el país.

## Vida personal
Ramiro Losada Rodríguez contrajo matrimonio por primera vez en Orense, Galicia, España, con Áurea González Gómez. De esta unión nacieron dos hijos: Enrique Losada González (31 de octubre de 1934 - 10 de diciembre de 2007), quien desarrolló una carrera como empresario en México, y Tomás Losada González, nacido en 1936. Esta familia sufrió los efectos de la guerra civil española y el posterior exilio de Ramiro, que eventualmente se trasladaría a México, donde reconstruiría su vida.
Durante su exilio en México, Ramiro Losada conoció en Ciudad Mante, Tamaulipas, a su segunda esposa, Aurora Domínguez Rodríguez, también de origen español y proveniente de una familia exiliada. Con Aurora tuvo cuatro hijos: Leonardo Ramiro (31 de agosto de 1952), quien más tarde trabajaría en el sector de la construcción en Veracruz, Aurora (9 de julio de 1956), Josefina (19 de agosto de 1958), y Luz María (10 de junio de 1964 - 9 de diciembre de 2021), quien fue reconocida por su labor en el área de educación en Tamaulipas.
A pesar de las adversidades del exilio, Ramiro mantuvo estrechos lazos familiares y transmitió a sus hijos la cultura y tradiciones gallegas. Su familia formó parte de la comunidad de exiliados españoles en México, una red de apoyo que mantuvo viva la identidad y la memoria de la Segunda República Española.

## Legado
Ramiro Losada Rodríguez es recordado como uno de los muchos combatientes antifranquistas que defendieron la Segunda República Española y formaron parte del éxodo republicano hacia América Latina. Su vida en México ejemplifica la adaptación y contribución de los exiliados españoles en el país, donde establecieron industrias y mantuvieron vivas las tradiciones culturales y políticas de la España republicana.